# 前382年7月3日日食
前382年7月3日日食是一次全食帶起於中印邊境的喜馬拉雅山，經過中國北方、蒙古東南、鄂霍次克海、白令海、阿拉斯加州南方海面，最終結束於美國西南內陸的日全食。

## 文獻記錄
中國史書《史記》記載，戰國時期秦獻公三年，「日蝕，晝晦。」，經後人推算，西元前382年7月3日中國時區上午7點56分，曾發生一次日全食，秦國渭河平原一帶可見食分0.78。

## 基本參數
- 類型：全食

- 沙羅周期序號：69
- 日期：前382年7月3日（儒略曆）
- 時間：5時16分57秒 (UTC)
- 地點：北緯59.5°，東經159.1°
- 食分：1.0606
- 太陽高度：54°
- 月球本影路經寬度：246公里
- 全食持續時間：4分13秒